# Stenopsyche omeiensis
Stenopsyche omeiensis är en nattsländeart som beskrevs av Hwang 1957. Stenopsyche omeiensis ingår i släktet Stenopsyche och familjen Stenopsychidae. Inga underarter finns listade i Catalogue of Life.